# Fort Yukón
Fort Yukón (Gwichyaa Zheh en Gwich'in, originalmente,Gwicyaa Zhee; traducido al español: Casa en los Pisos) es una ciudad en Alaska (Estados Unidos). En el censo estadounidense del año 2000 la población era de unos 595 habitantes. Se encuentra en el lugar donde confluyen el río Yukón y el Porcupine.
Cuenta con el servicio del aeropuerto Fort Yukón.

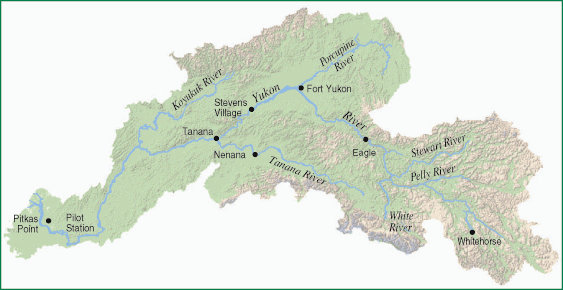
Mapa de la cuenca del río Yukón en el que aparece Fort Yukón, en el lugar donde confluye el río Porcupine en el anterior

La temperatura más alta registrada en los Alaska ocurrió en Fort Yukón el 27 de junio de 1915 cuando alcanzó los 38 °C (100 °F).

## Geografía
Fort Yukon está localizado en las coordenadas 66°34′3″N 145°15′23″O / 66.56750, -145.25639 (66.567586, -145.256327). Se encuentra ubicado en el banco norte del Río Yukon en la unión con el Río Porcupine, a unas 145 millas aéreas al noreste de Fairbanks.
De acuerdo a la Oficina del Censo de los Estados Unidos, la ciudad tiene un área total de 19.2 km²), de las cuales 18.1 km² es tierra firme y 1.1 km² es (5.65 %) agua.
Se encuentra a 8 millas (13 km) al norte del Círculo polar ártico.